# Berita
Der Berita ist ein osttimoresischer Fluss im Verwaltungsamt Atabae (Gemeinde Bobonaro).

## Verlauf
Der Fluss entspringt im Suco Rairobo nordöstlich des Ortes Limanaro und fließt dann nach Westen. Nach einem kurzen Schwenk nach Nordwest erreicht er im Suco Aidabaleten die Sawusee.

## Besiedlung
Südlich der Mündung liegen die Orte Aidabaleten und Talilaran, nördlich das Dorf Malebauk. Hier führt auch eine Brücke über den Berita.